# العالم السفلي: حروب الدم
العالم السفلي: حروب الدم (بالإنجليزية: Underworld: Blood Wars)‏ هو فيلم حركة ورعب أمريكي من إنتاج عام 2016 وإخراج آنا فورستر. ويعد الفيلم هو الجزء الخامس من سلسلة العالم السفلي والمتمم لفيلم العالم السفلي: الصحوة (2012)، الفيلم من بطولة كيت بيكينسيل وثيو جيمس ولارا بوفلر وجيمس فولكنر وتشارلز دانس.
بدأ التصوير الرئيسي للفيلم يوم 19 أكتوبر 2015 في براغ، التشيك. وصدر يوم 24 نوفمبر 2016 في عدة بلدان، ثم صدر في الولايات المتحدة يوم 6 يناير 2017 بواسطة سكرين جيمس. تعرّض الفيلم لنقد سلبي، وجمع أكثر من 81 مليون دولار عالميًا مقابل ميزانية بلغت 35 مليون دولار.

## العرض
حدّد موعد عرض الفيلم الأول يوم 21 أكتوبر 2016، ثم أعلن عن تأجيل الموعد، ليعرض لأول مرة يوم 24 نوفمبر 2016 في روسيا وأوكرانيا وجورجيا وكازاخستان، ثم عرض يوم 1 ديسمبر 2016 في عدة بلدان أخرى مثل السلفادور وأستراليا. عرض لأول مرة في الولايات المتحدة يوم 6 يناير 2017.

### شباك التذاكر
حصد الفيلم 30.4 مليون دولار في الولايات المتحدة وكندا، و50.7 مليون دولار في باقي الدول، ما مجموعه 81.1 مليون دولار، مقابل ميزانية بلغت 35 مليون دولار.
كان من المتوقع أن يحصد الفيلم ما بين 15 و19 مليون دولار في أمريكا الشمالية في أول أسبوع له، لكنه لم يحصد سوى 13.7 مليون دولار، وحلّ رابعًا في شباك التذاكر. وفي الأسبوع الثاني لعرضه، جمع 6.2 مليون دولار، وفي الأسبوع الثالث أزيل من 1,604 دور عرض (رقم 105 في ترتيب أسوأ انخفاضات عرض الأفلام في دور العرض في الأسبوع الثالث لها) وحقق 1.7 مليون دولار فقط.

### النقد
حصل الفيلم على تقييم 3.8/10 على موقع روتن توميتوز. أما على موقع ميتاكريتيك فسجّل 23 من 100 بناءً على 17 مراجعة.

## روابط خارجية
- العالم السفلي: حروب الدم على موقع IMDb (الإنجليزية)
- العالم السفلي: حروب الدم على موقع ميتاكريتيك (الإنجليزية)
- العالم السفلي: حروب الدم على موقع روتن توميتوز (الإنجليزية)
- العالم السفلي: حروب الدم على موقع نتفليكس (الإنجليزية)
- العالم السفلي: حروب الدم على موقع قاعدة بيانات الأفلام العربية
- العالم السفلي: حروب الدم على موقع ألو سيني (الفرنسية)
- العالم السفلي: حروب الدم على موقع Turner Classic Movies (الإنجليزية)
- العالم السفلي: حروب الدم على موقع أول موفي (الإنجليزية)
- العالم السفلي: حروب الدم على موقع بوكس أوفيس موجو (الإنجليزية)
- العالم السفلي: حروب الدم على موقع فيلمافينيتي (الإسبانية)